# Steve Mandanda
Steve Mandanda Mpidi (phát âm tiếng Pháp: [stɛv mɑ̃dɑ̃da]; sinh ngày 28 tháng 3 năm 1985) là một cầu thủ bóng đá chuyên nghiệp người Pháp hiện đang thi đấu ở vị trí thủ môn và là đội trưởng của câu lạc bộ Ligue 1 Rennes.

## Sự nghiệp bóng đá
Mandanda có trận ra mắt ở giải ngoại hạng Pháp trong màu áo Le Havre tháng 8 năm 2005, và giữ sạch lưới trong 3 trận đầu tiên. Anh chơi 30 trận ở giải ngoại hạng mùa đó và 37 trận ở mùa giải tiếp theo (2006-07). Với phong độ ổn định, Mandanda chuyển sang Marseille vào mùa hè 2007. Anh còn thử việc tại Aston Villa trước mùa bóng 2007-08, tuy nhiên không thành công.. Trong giai đoạn đầu của mùa bóng, anh chỉ là dự bị cho thủ môn Cedric Carraso. Khi Carraso chấn thương đầu gối và phải nghỉ 6 tháng, Mandanda trở thành lựa chọn chính cho vị trí thủ môn và tham dự cả Ligue 1, Champions League và Cúp UEFA.
Ngày 5 tháng 3 năm 2008 Mandanda ký một hợp đồng 4 năm với Marseille.

### Sự nghiệp đội tuyển
Mandanda có một số trận khoác áo đội tuyển U21 Pháp và được tham dự Giải vô địch bóng đá châu Âu U21 năm 2006.
Năm 2007, lần đầu tiên anh có tên trong danh sách dự tuyển của đội tuyển Pháp .
Mandanda tham dự trận giao hữu giữa đội tuyển Pháp B gặp Cộng hòa Dân chủ Congo ngày 5 tháng 2 năm 2008, anh ra sân khi hết hiệp một. Trong trận này em trai Mandanda là Parfait khoác áo Congo. Anh có trận ra mắt đầu tiên ở đội tuyển vào ngày 27 tháng 5 năm 2008 trong trận giao hữu thắng Ecuador để khởi động cho Giải vô địch bóng đá châu Âu 2008, ra sân từ hiệp hai để thay cho Sébastien Frey, và sau đó được chọn làm thủ môn thứ ba của Pháp tham dự Euro 2008.
Năm 2018, anh cùng đội tuyển Pháp giành chức vô địch World Cup lần thứ hai sau khi đánh bại Croatia ở trận chung kết.

## Đời tư
Steve Mandanda có 3 em trai, trong đó 2 người cũng là thủ môn bóng đá: Parfait, thủ môn của Bordeaux và Cộng hòa Dân chủ Congo; Riffi, thủ môn của Caen và đội tuyển U16 Pháp và Ever.

## Thống kê sự nghiệp

### Câu lạc bộ
Tính đến 23 tháng 5 năm 2021
| Câu lạc bộ          | Mùa giải            | Giải đấu | Giải đấu | Cúp quốc gia | Cúp quốc gia | Cúp liên đoàn | Cúp liên đoàn | Châu Âu | Châu Âu | Khác | Khác | Tổng cộng | Tổng cộng |
| Câu lạc bộ          | Mùa giải            | Trận     | Bàn      | Trận         | Bàn          | Trận          | Bàn           | Trận    | Bàn     | Trận | Bàn  | Trận      | Bàn       |
| ------------------- | ------------------- | -------- | -------- | ------------ | ------------ | ------------- | ------------- | ------- | ------- | ---- | ---- | --------- | --------- |
| Le Havre            | 2005–06             | 30       | 0        | 0            | 0            | 2             | 0             | —       | —       | —    | —    | 32        | 0         |
| Le Havre            | 2006–07             | 37       | 0        | 1            | 0            | 1             | 0             | —       | —       | —    | —    | 39        | 0         |
| Le Havre            | Tổng cộng           | 67       | 0        | 1            | 0            | 3             | 0             | —       | —       | —    | —    | 71        | 0         |
| Marseille           | 2007–08             | 34       | 0        | 2            | 0            | 2             | 0             | 10      | 0       | —    | —    | 48        | 0         |
| Marseille           | 2008–09             | 38       | 0        | 2            | 0            | 1             | 0             | 14      | 0       | —    | —    | 55        | 0         |
| Marseille           | 2009–10             | 36       | 0        | 2            | 0            | 2             | 0             | 10      | 0       | —    | —    | 50        | 0         |
| Marseille           | 2010–11             | 38       | 0        | 0            | 0            | 3             | 0             | 8       | 0       | 1    | 0    | 50        | 0         |
| Marseille           | 2011–12             | 38       | 0        | 2            | 0            | 2             | 0             | 9       | 0       | 1    | 0    | 52        | 0         |
| Marseille           | 2012–13             | 38       | 0        | 0            | 0            | 0             | 0             | —       | —       | —    | —    | 38        | 0         |
| Marseille           | 2013–14             | 38       | 0        | 1            | 0            | 2             | 0             | 6       | 0       | —    | —    | 47        | 0         |
| Marseille           | 2014–15             | 36       | 0        | 6            | 0            | 0             | 0             | 8       | 0       | —    | —    | 50        | 0         |
| Marseille           | 2015–16             | 36       | 0        | 6            | 0            | 0             | 0             | 8       | 0       | —    | —    | 50        | 0         |
| Marseille           | Tổng cộng           | 334      | 0        | 18           | 0            | 13            | 0             | 74      | 0       | 2    | 0    | 441       | 0         |
| Crystal Palace      | 2016–17             | 9        | 0        | 0            | 0            | 1             | 0             | —       | —       | —    | —    | 10        | 0         |
| Marseille           | 2017–18             | 31       | 0        | 3            | 0            | 0             | 0             | 11      | 0       | —    | —    | 45        | 0         |
| Marseille           | 2018–19             | 31       | 0        | 1            | 0            | 1             | 0             | 1       | 0       | —    | —    | 34        | 0         |
| Marseille           | 2019–20             | 27       | 0        | 1            | 0            | 1             | 0             | —       | —       | —    | —    | 29        | 0         |
| Marseille           | 2020–21             | 37       | 0        | 0            | 0            | —             | —             | 6       | 0       | 1    | 0    | 44        | 0         |
| Marseille           | Tổng cộng           | 126      | 0        | 5            | 0            | 2             | 0             | 18      | 0       | 1    | 0    | 152       | 0         |
| Tổng cộng sự nghiệp | Tổng cộng sự nghiệp | 536      | 0        | 24           | 0            | 19            | 0             | 92      | 0       | 3    | 0    | 674       | 0         |

### Quốc tế
Tính đến 30 tháng 11 năm 2022.
| Đội tuyển quốc gia | Năm       | Trận | Bàn |
| ------------------ | --------- | ---- | --- |
| Pháp               | 2008      | 3    | 0   |
| Pháp               | 2009      | 2    | 0   |
| Pháp               | 2010      | 8    | 0   |
| Pháp               | 2011      | 1    | 0   |
| Pháp               | 2012      | 1    | 0   |
| Pháp               | 2013      | 1    | 0   |
| Pháp               | 2014      | 3    | 0   |
| Pháp               | 2015      | 2    | 0   |
| Pháp               | 2016      | 5    | 0   |
| Pháp               | 2018      | 2    | 0   |
| Pháp               | 2019      | 4    | 0   |
| Pháp               | 2020      | 3    | 0   |
| Tổng cộng          | Tổng cộng | 35   | 0   |